# Словарь Ожегова
«Слова́рь ру́сского языка́» — нормативный толковый словарь общеупотребительной лексики. Создан советским лингвистом С. И. Ожеговым.

## История и издания
Началом лексикографической деятельности С. И. Ожегова (1900—1964) следует считать его работу в 1930-е годы над четырёхтомным «Толковым словарём русского языка» под редакцией члена-корреспондента АН СССР Д. Н. Ушакова. Ожегов с самого начала деятельности включился как в организационную работу, став «подлинным движителем» словаря (слова Д. Н. Ушакова), так и в составительскую.
Незадолго до Великой Отечественной войны Ушаков выдвинул идею создания «Малого толкового словаря русского языка». В организационных целях была создана комиссия, а затем и редакция будущего словаря. Главным редактором был назначен Ушаков, заместителем главного редактора — Ожегов, тогда старший научный сотрудник Института языка и письменности народов СССР. Ожеговым был составлен план словаря. В 1942 году Ушаков умер, и вся работа по составлению словаря перешла к Ожегову. Ранние материалы были пересмотрены коренным образом и заново отредактированы. В составлении первого издания принимали участие Г. О. Винокур и В. А. Петросян.
АЖУ’Р, -а, м. 1. В бухгалтерии: такое ведение дел, при к-ром каждая операция регистрируется немедленно после её совершения (спец.) 2. Ажурная вышивка, строчка, вязка. Воротник с ажуром. • В ажуре (разг.) — в полном порядке. Все дела в ажуре.
Словарь из 50 тысяч слов увидел свет в 1949 году. Титульным редактором издания был академик С. П. Обнорский, не вполне солидаризировавшийся с лексикографическими подходами автора. Обнорский в те же годы руководил работой по изданию 17-томного Словаря современного русского литературного языка. Ряд замечаний научного и идеологического характера к однотомному словарю высказал профессор Ф. П. Филин.
При жизни Ожегова вышли шесть изданий Словаря. Второе (1952) и четвёртое (1960; 53 тыс. слов) были исправленными и дополненными. С 9-го (1972) по 23-е (1991) издание Словарь выходил под редакцией академика Н. Ю. Шведовой, которая исправила и дополнила 9-е (57 тыс. слов), исправила 13-е и 16-е (1981 и 1984), переработала и дополнила 21-е издание (1989; 70 тыс. слов).
В 1992 году Словарь стал именоваться «Толковым словарём русского языка» (75 тыс. слов) и впервые Н. Ю. Шведова была указана в нём в качестве соавтора. Четвёртое издание (1997) С. И. Ожегова и Н. Ю. Шведовой пополнилось более 5 тыс. дополнений различного характера. Результатом дальнейшего развития Словаря стал «Толковый словарь русского языка с включением сведений о происхождении слов» (2007; 82 тыс. слов) под редакцией и основным авторством Н. Ю. Шведовой.
Издания с 24-го (2003) по 28-е (2014) вышли под редакцией профессора Л. И. Скворцова. Позднейшие добавления Шведовой в них не учитывались.